# Stictoptera ferriferola
Stictoptera ferriferola är en fjärilsart som beskrevs av Embrik Strand 1917. Stictoptera ferriferola ingår i släktet Stictoptera och familjen nattflyn. Inga underarter finns listade i Catalogue of Life.